# Loke (gmina Krško)
Loke – wieś w Słowenii, w gminie Krško. W 2018 roku liczyła 86 mieszkańców.